# Palatino (tipografia)

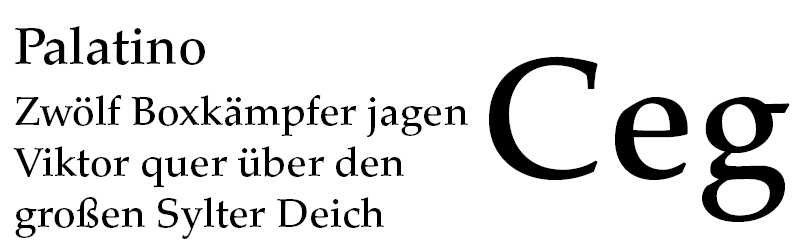

Palatino é uma família tipográfica serifada desenhada por Hermann Zapf em 1950. O nome da fonte veio de Giambattista Palatino, um mestre da caligrafia à época de Leonardo da Vinci. É um tipo baseado nas formas clássicas da Renascença italiana e é famosa por sua elegância[carece de fontes?].